# Chaetopteryx atlantica
Chaetopteryx atlantica là một loài Trichoptera trong họ Limnephilidae. Chúng phân bố ở miền Cổ bắc.